# المرأة في قبرص
تأثرت النساء القبرصيات بشكل كبير بالتغييرات التي حدثت في أعقاب الحرب العالمية الثانية ، حيث حصلن على وصول واسع في التعليم وزيادة المشاركة في القوى العاملة الوطنية. حققت المرأة القبرصية تقدمًا كبيرًا في مجتمعها ليس فقط فيما يتعلق بالتعليم ومكان العمل ، ولكن أيضًا المزيد من النساء بدأن في شغل مناصب سياسية أيضًا.

## عدد النساء
وفقًا لمراجعة سكان العالم ، في عام 2014 ، كان عدد سكان قبرص 1،153،058. تشكل النساء 48.944٪ من إجمالي السكان في قبرص.

## تاريخ المرأة القبرصية
في بداية التسعينيات ، كانت المرأة القبرصية لا تزال مثقلة بأعباء توقع الحفاظ على شرف الأسرة. وفقًا للتقاليد ، كان واجب المرأة أن تحمي نفسها من كل انتقاد المخالفات الجنسية.
وجدت دراسة أجريت في مجتمع زراعي في منتصف السبعينيات أنه لا يزال من المتوقع أن تتجنب النساء أي اتصال اجتماعي مع الرجال يمكن تفسيره على أنه يتمتع بسياق جنسي. ورُئي أن الرغبة المعلنة في المشاركة في المجتمع الذكوري تنعكس بشكل سيء على شرف المرأة ، ورأى العديد من القرويين ، رجالًا ونساءً ، العذرية شرطًا مسبقًا للزواج.
```
لقد تغيرت أدوار النساء في قبرص وتغيرت على مر السنين. في الماضي ، كانت التوقعات الرئيسية للمرأة القبرصية هي الزواج وإنجاب الأطفال. كان تعليمهن ضئيلاً أو معدوماً والعديد من النساء لا يعملن خارج منازلهن. إذا سألت امرأة في قبرص عما إذا كان دورها الاجتماعي مختلفًا عن دور الرجل ، فسيختلف الكثير منهم. اليوم ، العديد من النساء القبرصيات لديهن وظائف خارج منازلهن ويتلقين تعليمًا عاليًا. ومع ذلك ،لا تزال المرأة تواصل العمل المنزلي الذي تتطلبه حياتها المنزلية. الشيء الذي لم يتغير في قبرص هو فكرة أنه يجب أن يُرى النساء ولا يُسمعن ولا يستمعن بدلاً من التحدث. بسبب التنشئة الاجتماعية بين الجنسين ، من المعروف أن النساء في قبرص يحتفظن بأهدافهن ونجاحاتهن لأنفسهن.
[
4
]
```

## التعليم
في بداية القرن العشرين ، كانت نسبة الفتيات إلى الفتيان الملتحقين بالتعليم الابتدائي من واحد إلى ثلاثة. بحلول عام 1943 ، التحقت حوالي 80 في المائة من الفتيات القبرصيات بالمدارس الابتدائية. عندما أصبح التعليم الابتدائي إلزامياً في عام 1960 ، كان الجنسين ملتحقين بالتساوي. بحلول الثمانينيات ، شكلت الفتيات 45 في المائة من أولئك الذين يتلقون التعليم الثانوي. فقط بعد منتصف الستينيات ، غادرت النساء قبرص لتلقي التعليم العالي. في الثمانينيات ، شكلت النساء حوالي 32 في المائة من أولئك الذين يدرسون في الخارج.

## توظيف الإناث
تتزايد بشكل مطرد مشاركة النساء القبرصيات في القوى العاملة. في عام 1976 ، كانت حصة المرأة في القوة العاملة 30 في المائة وارتفعت إلى 37 في المائة في عام 1985. وتبلغ حصة المرأة في القوة العاملة اليوم 44 في المائة. 62.1٪ من النساء اللواتي تتراوح أعمارهن بين 15 و 64 عامًا ناشطات في القوى العاملة.
لطالما حظيت المرأة القبرصية بدرجة عالية من المشاركة في القوى العاملة. كانت هناك تغييرات كبيرة في طبيعة عمل الإناث. وارتفعت حصة المرأة في القوة العاملة في المناطق الحضرية من 22 في المائة إلى 41 في المائة ، بينما انخفضت حصتها في القوة العاملة الريفية من 51 في المائة إلى 44.4 في المائة. ونجم الانخفاض في المناطق الريفية عن التحول العام عن العمل الزراعي ، حيث كانت مساهمة المرأة دائما حيوية ، إلى العمل في المهن الحضرية مثل التصنيع والخدمات.

### الفصل المهني
كان الفصل المهني بين الجنسين لا يزال مستمراً في قبرص في بداية التسعينيات. على الرغم من أن مشاركة المرأة في الوظائف الكتابية قد تضاعفت منذ أواخر السبعينيات ، إلا أن امرأة واحدة فقط من بين كل خمسة عشر سيدة كانت في منصب إداري أو إداري في عام 1985. وزادت حصة النساء من الوظائف المهنية إلى 39 في المائة بحلول منتصف الثمانينيات ، مقارنة بـ 36 في المائة قبل عشر سنوات ، لكن هذه الوظائف تركزت في الطب والتدريس ، حيث كانت النساء عادة يجدن عملاً. في المجالات التي يهيمن فيها الرجال ، بلغت حصة المرأة في المناصب المهنية 11 في المائة فقط ، بعد أن كانت 8 في المائة في عام 1976. وفي المجالات التي تهيمن فيها النساء ، شغل الرجال أقل بقليل من نصف المناصب المهنية.
ومع ذلك ، لا يزال هناك مجال للتحسين فيما يتعلق بالمساواة بين الجنسين التي تواجهها المرأة القبرصية في القوة العاملة. لا تمثل النساء 14.4٪ من المناصب العليا فحسب ، بل يحصلن أيضًا على أجر أقل بنسبة 24٪ في الساعة مقارنة بنظرائهن من الرجال. من شأن مبدأ العمل المتساوي الأجر المتساوي أن يساعد في حل هذه المشكلة ، لكن النساء بشكل عام في وظائف أقل من الرجال مما يؤدي إلى عدم المساواة في الأجر.
وبحسب التعداد السكاني لعام 2006 ، بلغ معدل البطالة بين النساء 19٪ ، في حين بلغ معدل البطالة للرجال 6٪. في عام 2010 ، بلغ معدل البطالة 17.5٪ للنساء (أ) و 8.9٪ للرجال. على الرغم من انخفاض معدل البطالة بين النساء ، إلا أن المعدل لا يزال أعلى بمرتين مقارنة بالرجال.

## الرعاية الاجتماعية
تتمتع المرأة القبرصية بنفس الحقوق في الرعاية الاجتماعية مثل الرجل في أمور مثل مدفوعات الضمان الاجتماعي ، وتعويضات البطالة ، ووقت الإجازة ، وغيرها من الأحكام الاجتماعية المشتركة. بالإضافة إلى ذلك ، بعد عام 1985 استفادت النساء من تشريعات الحماية الخاصة التي زودتهن بمنح الزواج والأمومة التي دفعت لهن 75 في المائة من دخلهن المؤمن عليهن. ومع ذلك ، لا يشمل نظام التأمين الاجتماعي عددًا كبيرًا من النساء ، بما في ذلك العاملات لحسابهن الخاص والعاملات الأسريين بدون أجر في المزارع. شكلت هؤلاء النساء 28 في المائة من السكان النشطات اقتصاديا.
في عام 1985 ، صادقت جمهورية قبرص على اتفاقية الأمم المتحدة للقضاء على جميع أشكال التمييز ضد المرأة. وعلى الرغم من التصديق على هذا الاتفاق ، لم يكن هناك حتى أواخر عام 1990 في جمهورية قبرص أي تشريع يكفل الحق في الأجر المتساوي لقاء العمل المتساوي القيمة ، ولا حق المرأة في نفس فرص العمل.

## المناصب السياسية
تتواجد النساء في عدد قليل جدًا من المناصب السياسية في قبرص ، ولكن فيما يلي بعض النساء اللائي شغلن أو يشغلن حاليًا منصبًا سياسيًا:
- أيراتو كوزاكو ماركولي : سياسية قبرصية، وزيرة خارجية قبرص منذ 5 أغسطس 2011.
- براكسولا أنطونيادو : رئيسة الديموقراطيين المتحدين (مارس 2007 - حتى الآن) ، تحضر اجتماعات قادة الأحزاب السياسية اليونانية والقبرصية بالإضافة إلى كونها مشاركة نشطة.
- إليني مافرو : أول رئيسة لبلدية عاصمة قبرص (2006-2011) ، وزيرة داخلية جمهورية قبرص (حتى فبراير 2013).
- أنتيغوني بابادوبولو : أول امرأة تشغل منصب رئيس لجنة الشؤون الاقتصادية والميزانية (2006-2009) ، ورئيسة GOIDK ، وعضو المجلس البلدي في ستروفولوس ، وعضو مجلس النواب القبرصي ، وعمدة مورفو ، والبرلماني جمعية مجلس أوروبا ، عضو البرلمان الأوروبي.
- سيبل سيبر : سياسية قبرصية تركية وأول امرأة قبرصية تشغل منصب رئيس وزراء الجمهورية التركية لشمال قبرص في عام 2013. اعتبارًا من نوفمبر 2015 ، تعمل سيبر كرئيسة للبرلمان ، الجمعية الجمهورية لشمال قبرص.
- أندرولا فاسيليو : المفوض الأوروبي للصحة (مارس 2008- فبراير 2010) ، المفوض الأوروبي للتعليم والثقافة والتعددية اللغوية والشباب (فبراير 2010 - نوفمبر 2014)

## النساء البارزات
- كاترين كورنارو : آخر ملكة حاكمة لقبرص خلال فترات لوزينيان / البندقية.
- سوزان آري : مناصرة الإصلاح في قبرص فيما يتعلق بالتعليم والحركات الاجتماعية وحماية التراث الثقافي.
- ليا فيسي : مغنية وكاتبة أغاني وسياسية في قبرص.

## العنف ضد المرأة في قبرص
تشير الدراسات إلى أن الأنماط الاجتماعية والاقتصادية تلعب دورًا كبيرًا في العنف ضد المرأة في قبرص ، وخاصة العنف المنزلي. يقال إن النساء اللواتي يتمتعن بخصائص مثل عدم حصولهن على تعليم يذكر ، ويقيمن في المناطق الحضرية ، وكبار السن ، ويعانين ماليًا ، معرضات للعنف المنزلي. نظرًا لعدم إجراء دراسة استقصائية وطنية تركز على العنف المنزلي ضد المرأة في قبرص ، لا يمكن اكتشاف الإحصائيات والنتائج إلا من خلال الشرطة أو من خلال جمعية منع العنف والتعامل معه في الأسرة. تتزايد التقارير إلى الشرطة بشكل كبير كل عام. في عام 2002 ، تم الإبلاغ عن 538 حالة ، في حين تضاعف هذا العدد في عام 2008 حيث تم الإبلاغ عن 969 حالة. خلال السنوات ما بين 2002-2008 ، كان 71.18 في المائة من الضحايا من النساء. خلال السنوات ما بين 2004-2009 ، تضاعف عدد الحالات ثلاث مرات و 80 في المائة من الضحايا من النساء ، في حين أن 8.6 في المائة من الضحايا هم من الرجال. من بين هذه الحالات ، تضمنت 79٪ عنف جسدي ، و 18.5٪ عنف نفسي ، و 2.4٪ عنف جنسي. يكشف التقرير السنوي الصادر عن جمعية منع ومعالجة العنف في الأسرة أنه من بين إجمالي 1051 حادثة ، هناك 815 حادثة من بينها نساء تتراوح أعمارهن بين 41-50 تعرضن للإيذاء. بالإضافة إلى. 96.1٪ من هذه الحوادث تتعلق بالعنف النفسي و 78٪ يقيمون مع المعتدي.